# Ливорно
Ливорно (на италиански: Livorno) е италиански крайморски град.

## География
Град Ливорно е административен център на едноименната провинция Ливорно в област Тоскана. Население 160 903 жители към 31 юли 2009 г. Свързан е чрез плавателен канал с град Пиза.

## Спорт
Представителният футболният отбор на града носи името АС Ливорно Калчо. Състезавал се е в италианските Серия А и Серия Б.

## Личности, родени в Ливорно
- Амедео Модилиани (1884 – 1920), художник
- Пиетро Маскани (1863 – 1945), композитор

## Побратимени градове
- Адана, Турция